# Philip Laats
Philip Laats (ur. 2 lutego 1963 w Antwerpii) – belgijski judoka. Czterokrotny olimpijczyk. Zajął piąte miejsce w Barcelonie 1992 i Atlancie 1996; siódmy w Seulu 1988 i dziewiąty w Los Angeles 1984. Walczył w wadze półlekkiej.
Piąty na mistrzostwach świata w 1993; uczestnik zawodów w 1983, 1985, 1987, 1989, 1991 i 1995. Startował w Pucharze Świata w latach 1989−1993, 1995 i 1996. Zdobył cztery brązowe medale na mistrzostwach Europy w latach 1988 – 1995. Trzeci na igrzyskach wojskowych w 1995. Zdobył sześć medali na wojskowych MŚ.
Jest bratem Johana Laatsa judoki i trzykrotnego olimpijczyka.

## Letnie Igrzyska Olimpijskie 1984
| Konkurencja | Rundy eliminacyjne         | Repasaże                 | Repasaże                  | Klas. końcowa |
| Konkurencja | 1/32                       | Przeciwnik I             | Przeciwnik II             | Miejsce       |
| ----------- | -------------------------- | ------------------------ | ------------------------- | ------------- |
| 65 kg       | Yoshiyuki Matsuoka (JPN) P | Jörgen Häggqvist (SWE) Z | Stephen Gawthorpe (GBR) P | 9.            |

## Letnie Igrzyska Olimpijskie 1988
| Konkurencja | Rundy eliminacyjne       | Repasaże                | Repasaże               | Repasaże             | Klas. końcowa |
| Konkurencja | 1/64                     | Przeciwnik I            | Przeciwnik II          | Przeciwnik III       | Miejsce       |
| ----------- | ------------------------ | ----------------------- | ---------------------- | -------------------- | ------------- |
| 65 kg       | Janusz Pawłowski (POL) P | Tommy Mortensen (DEN) Z | Iwo Kostadinow (BGR) Z | Brent Cooper (NZL) P | 7.            |

## Letnie Igrzyska Olimpijskie 1992
| Konkurencja | Rundy eliminacyjne   | Rundy eliminacyjne              | Rundy eliminacyjne  | Repasaże               | Repasaże               | Finały                | Klas. końcowa |
| Konkurencja | 1/32                 | 1/16                            | 1/4                 | Przeciwnik I           | Przeciwnik II          | o 3. miejsce          | Miejsce       |
| ----------- | -------------------- | ------------------------------- | ------------------- | ---------------------- | ---------------------- | --------------------- | ------------- |
| 65 kg       | Stig Traavik (NOR) Z | Dambijnjamyn Maralgerel (MGL) Z | József Csák (HUN) P | Pavel Petřikov (CZE) Z | Kenji Maruyama (JPN) Z | Udo Quellmalz (GER) P | 5.            |

## Letnie Igrzyska Olimpijskie 1996
| Konkurencja | Rundy eliminacyjne          | Rundy eliminacyjne      | Rundy eliminacyjne     | Finały                | Finały                     | Klas. końcowa |
| Konkurencja | 1/32                        | 1/16                    | 1/4                    | 1/2                   | o 3. miejsce               | Miejsce       |
| ----------- | --------------------------- | ----------------------- | ---------------------- | --------------------- | -------------------------- | ------------- |
| 65 kg       | Giorgi Rewaziszwili (GEO) Z | Orlando Fuentes (USA) Z | Jarosław Lewak (POL) Z | Udo Quellmalz (GER) P | Henrique Guimarães (BRA) P | 5.            |